# 程家墓群
程家墓群为清代墓葬群，位于四川省攀枝花市盐边县和爱乡。
原为攀枝花市文物保护单位。2019年，被四川省人民政府列入第九批省级文物保护单位。此墓葬群为考古学家对金沙江流域人文历史发展的研究提供帮助。